# Éric Akoto
Éric Akoto (Accra, 20 luglio 1980) è un ex calciatore ghanese naturalizzato togolese, di ruolo centrocampista.

## Carriera

### Club
Akoto inizia la sua carriera in Ghana, al Liberty Professionals FC. Nel 1998 si trasferisce in Austria per giocare nel Grazer AK. Nel 2002 passa all'Austria Vienna prima di andare in Germania per giocare con il Rot-Weiß Erfurt. Il 1º giugno 2005 torna in Austria per giocare con il Modling. Nel 2006 torna al Grazer AK.
Nella finestra di mercato di gennaio 2008 Akoto sostiene un provino con il club inglese di seconda divisione del  Blackpool.
Nel luglio 2008 passa dagli sloveni dell'NK Interblock Ljubljana al Kapfenberger SV.

### Nazionale
Nonostante sia nato in Ghana gioca per il vicino Togo; è il secondo ghanese che gioca per il Togo (il primo fu Richmond Forson). Ha fatto parte della spedizione togolese ai mondiali 2006, senza giocare partite.